# Championnats nationaux de cyclisme sur route en 2019
Navigation
2018 2020
Les championnats nationaux de cyclisme sur route en 2019 commencent dès janvier pour l'Australie et la Nouvelle-Zélande. La plupart des championnats nationaux de cyclisme ont lieu aux mois de juin et juillet.

## Champions 2019

### Élites hommes
| Pays                            | Course en ligne                                            | Contre-la-montre                                  |
| ------------------------------- | ---------------------------------------------------------- | ------------------------------------------------- |
| Afrique du Sud                  | Daryl Impey (Mitchelton-Scott)                             | Daryl Impey (Mitchelton-Scott)                    |
| Albanie                         | Ylber Sefa (Tarteletto-Isorex)                             | Ylber Sefa (Tarteletto-Isorex)                    |
| Algérie                         | Abderrahmane Bechlaghem (Sovac)                            | Youcef Reguigui (Terengganu)                      |
| Allemagne                       | Maximilian Schachmann (Bora-Hansgrohe)                     | Tony Martin (Jumbo-Visma)                         |
| Andorre                         | Sergi Martín (MVK 25-AC Andorrana)                         | Òscar Cabanas (MVK 25-AC Andorrana)               |
| Angola                          | Hélder Silva (BAI-Sicasal-Petro de Luanda)                 | Dário António (BAI-Sicasal-Petro de Luanda)       |
| Anguilla                        | Joseph Hercules                                            |                                                   |
| Antigua-et-Barbuda              | Conor Delanbanque                                          | Robert Marsh                                      |
| Argentine                       | Maximiliano Richeze (Deceuninck-Quick Step)                | Juan Pablo Dotti (SEP San Juan)                   |
| Aruba                           | Ruson Gonzalez                                             | Ruson Gonzalez                                    |
| Australie                       | Michael Freiberg (Pro Racing Sunshine Coast)               | Luke Durbridge (Mitchelton-Scott)                 |
| Autriche                        | Patrick Konrad (Bora-Hansgrohe)                            | Matthias Brändle (Israel Cycling Academy)         |
| Azerbaïdjan                     | Elchin Asadov (Lviv)                                       | Elchin Asadov (Lviv)                              |
| Bahamas                         | Anthony Colebrook                                          | Lorin Sawyer                                      |
| Barbade                         | Gregory Vanderpool                                         | Joshua Kelly                                      |
| Belgique                        | Tim Merlier (Corendon-Circus)                              | Wout van Aert (Jumbo-Visma)                       |
| Belize                          | Edgar Arana (Westrac Alliance)                             | Oscar Quiroz (Smart)                              |
| Bénin                           | Emmanuel Sagbo (Espoir Vélo Club)                          |                                                   |
| Bermudes                        | Dominique Mayho (VT Construction-Madison)                  | Conor White (NCCH-Franklin Templeton Investments) |
| Biélorussie                     | Yauhen Sobal (Minsk CC)                                    | Yauhen Sobal (Minsk CC)                           |
| Bolivie                         | Bernardo León (Glas Casa Real Campos de Solana)            | Basilio Ramos                                     |
| Bosnie-Herzégovine              | Nedžad Mahmić                                              | Vedad Karić (Jedinstvo Tuzla)                     |
| Botswana                        | Abeng Malete                                               | Abeng Malete                                      |
| Brésil                          | Vitor Zucco Schizzi (CCB Foundation)                       | André Gohr (Funvic-Pindamonhangaba)               |
| Burkina Faso                    | Salfo Bikienga (AS Bessel)                                 |                                                   |
| Burundi                         | Obedi Ciza (Buffalo)                                       |                                                   |
| Cambodge                        | Kim Chantou                                                |                                                   |
| Canada                          | Adam de Vos (Rally UHC)                                    | Rob Britton (Rally UHC)                           |
| Chili                           | Felipe Peñaloza (CC Chacabuco)                             | José Luis Rodríguez Aguilar (El Constructor)      |
| Chine                           | Xue Chaohua                                                | Shi Hang (Giant)                                  |
| Chypre                          | Andréas Miltiádis                                          | Andréas Miltiádis                                 |
| Colombie                        | Óscar Quiroz (Coldeportes-Bicicletas Strongman)            | Daniel Martínez (EF Education First)              |
| Costa Rica                      | Felipe Nystrom (Western Bikewords)                         | Bryan Salas (Nestlé-7C-CBZ Asfaltos-Giant)        |
| Croatie                         | Josip Rumac (Androni Giocattoli-Sidermec)                  | Josip Rumac (Androni Giocattoli-Sidermec)         |
| Corée du Sud                    | Kim Eu-ro (LX)                                             | Choe Hyeong-min (Geumsan Insam Cello)             |
| Côte d'Ivoire                   | Amadou Lengani                                             |                                                   |
| Cuba                            | Félix Nodarse (Artemisa)                                   | Yans Carlos Arias (Las Tunas)                     |
| Curaçao                         | Manuel Seintje                                             | Manuel Seintje                                    |
| Danemark                        | Michael Mørkøv (Deceuninck-Quick Step)                     | Kasper Asgreen (Deceuninck-Quick Step)            |
| Émirats arabes unis             | Yousif Mirza (UAE Emirates)                                | Yousif Mirza (UAE Emirates)                       |
| Équateur                        | Jonathan Caicedo (EF Education First)                      | Jonathan Caicedo (EF Education First)             |
| Érythrée                        | Natnael Berhane (Cofidis)                                  | Amanuel Gebrezgabihier (Dimension Data)           |
| Espagne                         | Alejandro Valverde (Movistar)                              | Jonathan Castroviejo (Movistar)                   |
| Estonie                         | Alo Jakin (Saint Michel-Auber 93)                          | Rein Taaramäe (Total Direct Énergie)              |
| États-Unis                      | Alex Howes (EF Education First)                            | Ian Garrison (Hagens Berman-Axeon)                |
| Éthiopie                        | Negasi Abreha                                              | Tsgabu Grmay (Trek-Segafredo)                     |
| Fidji                           | Jone Takape                                                | Jone Takape                                       |
| Finlande                        | Arto Vainionpää (Jurvan Voima)                             | Ukko Peltonen (TWD-Länken)                        |
| France                          | Warren Barguil (Arkéa-Samsic)                              | Benjamin Thomas (Groupama-FDJ)                    |
| Géorgie                         | Tornike Khabazi                                            | Tornike Khabazi                                   |
| Grande-Bretagne                 | Ben Swift (Ineos)                                          | Alex Dowsett (Katusha-Alpecin)                    |
| Grèce                           | Stylianós Farantákis (Sojasun espoir-ACNC)                 | Polychrónis Tzortzákis (Tarteletto-Isorex)        |
| Grenade                         | Danny Scott                                                | Danny Scott                                       |
| Guam                            | Dan Aponik                                                 |                                                   |
| Guatemala                       | Mardoqueo Vásquez (Cuajo Luna-Universal Foods)             | Manuel Rodas (Decorabaños-AC Quetzaltenango)      |
| Guyana                          | Jamal John (Coco)                                          | Briton John (We Stand United)                     |
| Honduras                        | Cristhian Martínez                                         | Óscar Rodríguez (Delta +A3)                       |
| Hong Kong                       | Cheung King Lok (HKSI)                                     | Fung Ka Hoo (HKSI)                                |
| Hongrie                         | Gergely Szarka (Epronex-BSS Oil)                           | Attila Valter (CCC Development)                   |
| Îles Caïmans                    | Jerome Ameline                                             | Patrick Harfield                                  |
| Îles Vierges américaines        | Michael Dizon-Bumann                                       | Mark Defour                                       |
| Îles Vierges britanniques       | Zambezi Richardson                                         | Philippe Leroy                                    |
| Inde                            | Punay Pratap Singh                                         | Naveen John                                       |
| Indonésie                       | Jamalidin Novardianto (PGN Road)                           | Aiman Cahyadi (PGN Road)                          |
| Iran                            | Mehdi Sohrabi                                              | Saeid Safarzadeh (Tianyoude Hotel)                |
| Irlande                         | Sam Bennett (Bora-Hansgrohe)                               | Ryan Mullen (Trek-Segafredo)                      |
| Islande                         | Birkir Ingvason                                            | Ingvar Ómarsson (Breiðablik)                      |
| Israël                          | Guy Sagiv (Israel Cycling Academy)                         | Guy Niv (Israel Cycling Academy)                  |
| Italie                          | Davide Formolo (Bora-Hansgrohe)                            | Filippo Ganna (Ineos)                             |
| Jamaïque                        | Russell Small                                              | Phillip McCatty                                   |
| Japon                           | Shotaro Iribe (Shimano Racing)                             | Nariyuki Masuda (Utsunomiya Blitzen)              |
| Kazakhstan                      | Alexey Lutsenko (Astana)                                   | Alexey Lutsenko (Astana)                          |
| Kosovo                          | Blerton Nuha                                               | Sahit Arllati                                     |
| Lettonie                        | Toms Skujiņš (Trek-Segafredo)                              | Krists Neilands (Israel Cycling Academy)          |
| Liban                           | Zaher El Hage                                              | Georges Wadih                                     |
| Lituanie                        | Ramūnas Navardauskas (Delko Marseille Provence)            | Gediminas Bagdonas (AG2R La Mondiale)             |
| Luxembourg                      | Bob Jungels ( Deceuninck-Quick Step)                       | Bob Jungels (Deceuninck-Quick Step)               |
| Macédoine du Nord               | Andrej Petrovski (Velo-M Termafift)                        | Andrej Petrovski (Velo-M Termafift)               |
| Madagascar                      | Dino Mohamed Houlder                                       |                                                   |
| Malaisie                        | Nur Amirul Fakhruddin Mazuki (Terengganu)                  | Muhsin Al Redha Misbah (Sapura)                   |
| Mali                            | Yaya Diallo (Sikasso)                                      |                                                   |
| Malte                           | Alex Smyth (Carnegie Caulfield CC)                         | Etienne Bonnello (Greens)                         |
| Maroc                           | Adil El Arbaoui (CAKC Khénifra)                            | El Mehdi Chokri (Fath Union Sport Rabat)          |
| Maurice                         | Dylan Redy (Faucon Flacq SC-KFC)                           | Christopher Lagane (Faucon Flacq SC-KFC)          |
| Mexique                         | Ignacio Prado (Canel's-Specialized)                        | Luis Villalobos (Aevolo)                          |
| Moldavie                        | Cristian Raileanu (Sapura)                                 | Cristian Raileanu (Sapura)                        |
| Mongolie                        | Narankhuu Baterdene (Ferei)                                | Enkhtaivan Bolor-Erdene                           |
| Monténégro                      | Danilo Vukčević (BK Džada)                                 | Danilo Vukčević (BK Džada)                        |
| Namibie                         | Alex Miller                                                | Drikus Coetzee (Hollard Life)                     |
| Nicaragua                       | Óscar Hernández (Ecum)                                     | José Joel Caballero (Priza)                       |
| Norvège                         | Amund Grøndahl Jansen (Jumbo-Visma)                        | Andreas Leknessund (Uno-X Norwegian Development)  |
| Nouvelle-Zélande                | James Fouché (Wiggins)                                     | Patrick Bevin (CCC)                               |
| Ouzbékistan                     | Muradian Khalmuratov                                       | Muradian Khalmuratov                              |
| Pakistan                        | Abbas Ghulam                                               | Ali Ilyas (Bikestan Cranck Addicts)               |
| Panama                          | Jorge Castelblanco (Ininco)                                | Christofer Jurado (Aeronaval-Mapiex)              |
| Paraguay                        | Francisco Riveros (Paraguay CC)                            | Víctor Grange (Paraguay CC)                       |
| Pays-Bas                        | Fabio Jakobsen (Deceuninck-Quick Step)                     | Jos van Emden (Jumbo-Visma)                       |
| Pérou                           | Royner Navarro                                             |                                                   |
| Philippines                     | Marcelo Felipe (7 Eleven-Cliqq-Air21-Roadbike Philippines) | Mark Galedo (Celeste Cycles-Bianchi PH)           |
| Pologne                         | Michał Paluta (CCC Development)                            | Maciej Bodnar (Bora-Hansgrohe)                    |
| Porto Rico                      | Abner González (Inteja-Imca-Ridea DCT)                     | Luis Molina                                       |
| Portugal                        | José Mendes (Sporting-Tavira)                              | José Gonçalves (Katusha-Alpecin)                  |
| Qatar                           | Marwan Al Jalham (Rasen Adventure Shop)                    | Fadhel Al Khater (Rasen Adventure Shop)           |
| République dominicaine          | Geovanny García                                            | Rafael Merán (Aero)                               |
| République tchèque              | František Sisr (Elkov-Author)                              | Jan Bárta (Elkov-Author)                          |
| Roumanie                        | Vlad Nicolae Dobre (Giotti Victoria-Palomar)               | Serghei Tvetcov (Floyd's Pro Cycling)             |
| Russie                          | Aleksandr Vlasov (Gazprom-RusVelo)                         | Artem Ovechkin (Terengganu)                       |
| Rwanda                          | Bonaventure Uwizeyimana (Benediction Excel Energy)         | Joseph Areruya (Delko Marseille Provence)         |
| Saint-Marin                     | Marco Pazzini                                              |                                                   |
| Saint-Vincent-et-les-Grenadines | Zefal Bailey                                               |                                                   |
| Salvador                        | Vladimir Orellana (Timing4Pro)                             | Dagoberto Joya                                    |
| Sénégal                         | Fallou Mbow (VC Abdoulaye Thiam)                           |                                                   |
| Serbie                          | Andrej Galović (Partizan-Beograd)                          | Ognjen Ilić                                       |
| Seychelles                      | Miguel Mathieu (Adams Cycling Club)                        |                                                   |
| Singapour                       | Goh Choon Huat (Terengganu)                                | Goh Choon Huat (Terengganu)                       |
| Slovaquie                       | Juraj Sagan (Bora-Hansgrohe)                               | Ján Andrej Cully (Dukla Banská Bystrica)          |
| Slovénie                        | Domen Novak (Bahrain-Merida)                               | Tadej Pogačar (UAE Emirates)                      |
| Suède                           | Lucas Eriksson (Riwal Readynez)                            | Tobias Ludvigsson (Groupama-FDJ)                  |
| Suisse                          | Sébastien Reichenbach (Groupama-FDJ)                       | Stefan Küng (Groupama-FDJ)                        |
| Taiwan                          | Lu Shao-hsuan                                              | Feng Chun-kai (Bahrain-Merida)                    |
| Tanzanie                        | Richard Laizer (Arusha Cycling Club)                       | Richard Laizer (Arusha Cycling Club)              |
| Thaïlande                       | Jetsada Janluang (Thailand Continental)                    | Peerapol Chawchiangkwang (Thailand Continental)   |
| Togo                            | Hamza Assoumanou (Agaza)                                   |                                                   |
| Trinité-et-Tobago               | Tyler Cole (DPS)                                           | Tyler Cole (DPS)                                  |
| Tunisie                         | Hassen Ben Nasser                                          | Ali Nouisri                                       |
| Turquie                         | Ahmet Örken (Salcano Sakarya BB)                           | Ahmet Örken (Salcano Sakarya BB)                  |
| Ukraine                         | Andriy Kulyk (Shenzhen Xidesheng)                          | Mark Padun (Bahrain-Merida)                       |
| Uruguay                         | Pablo Anchieri (Carmelo)                                   | Jorge Soto (Ciudad del Plata)                     |
| Venezuela                       | Jesús Villegas (Gobernación de Miranda-Trek)               | Orluis Aular (Matrix Powertag)                    |

### Élites femmes
| Championnats nationaux | Championnats nationaux                                  | Championnats nationaux                                      | Championnats nationaux |
| Pays                   | Course en ligne                                         | Contre-la-montre                                            |                        |
| ---------------------- | ------------------------------------------------------- | ----------------------------------------------------------- | ---------------------- |
| Afrique du Sud         | Ashleigh Moolman (CCC-Liv)                              | Liezel Helena Jordaan                                       |                        |
| Algérie                | Racha Belkacem Ben Ouanane                              | Aïcha Tihar                                                 |                        |
| Allemagne              | Lisa Brennauer (WNT-Rotor Pro Cycling)                  | Lisa Klein (Canyon-SRAM Racing)                             |                        |
| Argentine              | Carolina Pérez                                          | Barbara Malaspina                                           |                        |
| Australie              | Sarah Gigante (RoxSolt Attaquer)                        | Grace Brown (Mitchelton-Scott)                              |                        |
| Autriche               | Anna Kiesenhofer                                        | Anna Kiesenhofer                                            |                        |
| Bahamas                |                                                         | Marla Albury                                                |                        |
| Barbade                | Krissi McKinney                                         | Krissi McKinney                                             |                        |
| Belgique               | Jesse Vandenbulcke (Doltcini-Van Eyck Sport)            | Lotte Kopecky (Lotto Soudal Ladies)                         |                        |
| Belize                 | Kaya Cattouse                                           | Kaya Cattouse                                               |                        |
| Biélorussie            | Tatsiana Sharakova (Minsk Cycling Club)                 | Tatsiana Sharakova (Minsk Cycling Club)                     |                        |
| Brésil                 | Danilas Silva                                           | Tamires Fanny Radatz                                        |                        |
| Burkina Faso           | Awa Bamogo                                              |                                                             |                        |
| Bénin                  | Chantal Vidognonlonhoué                                 |                                                             |                        |
| Canada                 | Karol-Ann Canuel (Boels Dolmans)                        | Leah Kirchmann (Sunweb)                                     |                        |
| Chili                  | Denisse Ahumada                                         | Constanza Paredes                                           |                        |
| Chine                  |                                                         | Wing Yee Leung                                              |                        |
| Chypre                 |                                                         | Ántri Christofórou (Cogeas-Mettler-Look Pro Cycling Team)   |                        |
| Colombie               | Liliana Moreno (Astana Women's Team)                    | Serika Gulumá (Boyacá Raza de Campeones)                    |                        |
| Corée du Sud           |                                                         | Lee Ju-mi                                                   |                        |
| Costa Rica             |                                                         | María José Vargas (Swapit Agolico)                          |                        |
| Croatie                | Maja Perinovic (Top Girls Fassa Bortolo)                | Mia Radotić (BTC City Ljubljana)                            |                        |
| Cuba                   | Arlenis Sierra (Astana Women's Team)                    | Arlenis Sierra (Astana Women's Team)                        |                        |
| Curaçao                | Lisa Groothuesheidkamp (Watersley International)        | Lisa Groothuesheidkamp (Watersley International)            |                        |
| Danemark               | Amalie Dideriksen (Boels Dolmans)                       | Louise Norman Hansen (Virtu Cycling Women)                  |                        |
| Équateur               | Miryam Núñez (Swapit Agolico)                           | Miryam Núñez (Swapit Agolico)                               |                        |
| Érythrée               | Danait Fitsum                                           | Desiet Kidane (Centre mondial du cyclisme)                  |                        |
| Espagne                | Lourdes Oyarbide (Movistar Team)                        | Sheyla Gutiérrez (Movistar Team)                            |                        |
| Estonie                | Liisa Ehrberg (Jos Feron Lady Force)                    | Liisi Rist                                                  |                        |
| États-Unis             | Joyce Calma                                             | Amber Neben (Cogeas-Mettler-Look Pro Cycling Team)          |                        |
| Finlande               | Pia Pensaari                                            | Minna-Maria Kangas (Restore)                                |                        |
| France                 | Jade Wiel (FDJ-Nouvelle Aquitaine-Futuroscope)          | Séverine Eraud (Doltcini-Van Eyck Sport)                    |                        |
| Grèce                  | Argyro Milaki (Watersley International)                 | Michali Tsavari Eleni                                       |                        |
| Guatemala              | Gabriela Soto (Swapit Agolico)                          | Andrea Guillen                                              |                        |
| Hong Kong              | Yang Qianyu                                             |                                                             |                        |
| Hongrie                | Zsófia Szabó (Health Mate-Ladies Team)                  | Veronika Kormos (Health Mate-Ladies Team)                   |                        |
| Iran                   | Somayeh Yazdani                                         | Somayeh Yazdani                                             |                        |
| Irlande                | Alice Sharpe (Centre mondial du cyclisme)               | Kelly Murphy (Storey Racing)                                |                        |
| Islande                | Agusta Edda Bjornsdóttir                                | Agusta Edda Bjornsdóttir                                    |                        |
| Israël                 | Omer Shapira (Canyon-SRAM Racing)                       | Rotem Gafinovitz (Canyon-SRAM Racing)                       |                        |
| Italie                 | Marta Bastianelli (Virtu Cycling Women)                 | Elena Cecchini (Canyon-SRAM Racing)                         |                        |
| Japon                  | Eri Yonamine (Alé Cipollini)                            | Eri Yonamine (Alé Cipollini)                                |                        |
| Kazakhstan             | Svetlana Pachshenko (Astana Women's Team)               | Makhabbat Umutzhanova (Astana Women's Team)                 |                        |
| Lettonie               | Lija Laizāne (Eneicue)                                  | Dana Rožlapa                                                |                        |
| Lituanie               | Silvija Latožaitė                                       | Kataržina Sosna                                             |                        |
| Luxembourg             | Christine Majerus (Boels Dolmans)                       | Christine Majerus (Boels Dolmans)                           |                        |
| Macédoine du Nord      | Anita Velickovska                                       | Aneta Antovska                                              |                        |
| Malaisie               | Jupha Somnet                                            | Nur Aisyah Mohamad Zubir                                    |                        |
| Maroc                  | Fatima Zahra El Hayani                                  | Fatima Zahra El Hayani                                      |                        |
| Mexique                | Anet Barrera (Swapit Agolico)                           | Andrea Ramírez (Swapit Agolico)                             |                        |
| Mongolie               | Anujin Jinjiibadam                                      | Solongo Tserenlkham                                         |                        |
| Namibie                | Vera Adrian (Remax)                                     | Vera Adrian (Remax)                                         |                        |
| Norvège                | Ingrid Lorvik (Hitec Products-Birk Sport)               | Vita Heine (Hitec Products-Birk Sport)                      |                        |
| Nouvelle-Zélande       | Georgia Christie (Mike Greer Homes Womens Cycling Team) | Georgia Williams (Mitchelton-Scott)                         |                        |
| Panama                 | Shaina Rodriguez                                        | Argelis Judith Bernal                                       |                        |
| Paraguay               | Silvia Rodas                                            | Silvia Rodas                                                |                        |
| Pays-Bas               | Lorena Wiebes (Parkhotel Valkenburg)                    | Annemiek van Vleuten (Mitchelton-Scott)                     |                        |
| Philippines            | Marella Salamat                                         | Jermyn Prado                                                |                        |
| Pologne                | Łucja Pietrzak (Mat Atom Deweloper)                     | Anna Plichta (Trek-Segafredo)                               |                        |
| Porto Rico             | Donelys Carino Rivera                                   | Donelys Carino Rivera                                       |                        |
| Portugal               | Daniela Reis (Doltcini-Van Eyck Sport)                  | Daniela Reis (Doltcini-Van Eyck Sport)                      |                        |
| Roumanie               | Ana Maria Covrig (Eurotarget-Bianchi-Vitasana)          | Ana Maria Covrig (Eurotarget-Bianchi-Vitasana)              |                        |
| Royaume-Uni            | Alice Barnes (Canyon-SRAM Racing)                       | Alice Barnes (Canyon-SRAM Racing)                           |                        |
| Russie                 | Alexandra Goncharova (Servetto-Piumate-Beltrami TSA)    | Anastasiia Pliaskina (Cogeas-Mettler-Look Pro Cycling Team) |                        |
| Rwanda                 | Valantine Nzayisenga                                    | Josiane Mukashema                                           |                        |
| République dominicaine | Juana Fernández                                         | Juana Fernández                                             |                        |
| Salvador               | Ana Estrada                                             | Xenia Estrada                                               |                        |
| Serbie                 | Jelena Erić (Alé Cipollini)                             | Jelena Erić (Alé Cipollini)                                 |                        |
| Singapour              | Wei Shi Chelsie Tan                                     | Yi Wei Luo                                                  |                        |
| Slovaquie              | Alžbeta Bačíková                                        | Tatiana Jaseková                                            |                        |
| Slovénie               | Eugenia Bujak (BTC City Ljubljana)                      | Eugenia Bujak (BTC City Ljubljana)                          |                        |
| Suisse                 | Marlen Reusser (Centre mondial du cyclisme)             | Marlen Reusser (Centre mondial du cyclisme)                 |                        |
| Suède                  | Lisa Nordén                                             | Lisa Nordén                                                 |                        |
| Taïwan                 | Huang Ting-ying                                         | Huang Ting-ying                                             |                        |
| Tchéquie               | Tereza Neumanová (Team Dukla Praha)                     | Tereza Korvasova (Team Dukla Praha)                         |                        |
| Tunisie                | Tasnime Gharbi                                          | Tasnime Gharbi                                              |                        |
| Ukraine                | Olga Shekel (Astana Women's Team)                       | Valeriya Kononenko (Lviv Cycling Team)                      |                        |
| Venezuela              | Wilmarys Moreno                                         | Wilmarys Moreno                                             |                        |
| Zimbabwe               | Skye Davidson                                           | Skye Davidson                                               |                        |

### Moins de 23 ans hommes
Sont espoirs les coureurs nés après le 1er janvier 1997. Cependant certaines fédérations n'admettent pas certains coureurs espoirs dans cette catégorie en fonction du statut de leur équipe.
| Pays                   | Course en ligne                                               | Contre-la-montre                                      |
| ---------------------- | ------------------------------------------------------------- | ----------------------------------------------------- |
| Afrique du Sud         | Marc Pritzen (Office Guru)                                    | Byron Munton (AlfaBodyWorks-Giant)                    |
| Albanie                | Klidi Jaku (Maltinti Lampadari-Banca di Cambiano)             | Klidi Jaku (Maltinti Lampadari-Banca di Cambiano)     |
| Algérie                | Oussama Cheblaoui (Groupement sportif des pétroliers Algérie) | Hamza Mansouri (Sovac)                                |
| Allemagne              | Leon Heinschke (Sunweb Development)                           | Miguel Heidemann (Herrmann Radteam)                   |
| Angola                 | Bruno Araújo (BAI-Sicasal-Petro de Luanda)                    | Gabriel Cole (BAI-Sicasal-Petro de Luanda)            |
| Argentine              | Nehuén Bazán (Start)                                          | Agustín Martínez (Ciudad de Chivilcoy)                |
| Australie              | Nicholas White (BridgeLane)                                   | Liam Magennis (Drapac-Cannondale Holistic Developmen) |
| Autriche               | Tobias Bayer (Tirol-KTM)                                      | Patrick Gamper (Tirol-KTM)                            |
| Belgique               | Florian Vermeersch (Lotto-Soudal U23)                         | Brent Van Moer (Lotto-Soudal U23)                     |
| Belize                 | Gian Lino (Westrac Alliance)                                  | Gian Lino (Westrac Alliance)                          |
| Bermudes               |                                                               | Kaden Hopkins (Winners Edge)                          |
| Biélorussie            | Yagor Shpakovski (Bricquebec Cotentin)                        | Ilya Volkau (Belarusian CF)                           |
| Brésil                 | Vitor Zucco Schizzi (CCB Racing)                              | Gabriel Silva (Black Arrow)                           |
| Burkina Faso           | Paul Daumont (AS Bessel)                                      |                                                       |
| Canada                 | Nickolas Zukowsky (Floyd's Pro Cycling)                       | Adam Roberge (Elevate-KHS)                            |
| Chili                  | Nicolás Cabrera (Bike Chile)                                  | Diego Ferreyra (ADR Huelen)                           |
| Colombie               | Harold Tejada (Medellín)                                      | Harold Tejada (Medellín)                              |
| Costa Rica             | John Jiménez (Inversiones Kresco)                             | Gabriel Rojas (Aevolo)                                |
| Croatie                | Viktor Potočki (Ljubljana Gusto Santic)                       | Viktor Potočki (Ljubljana Gusto Santic)               |
| Cuba                   | Alejandro Parra (Holguín)                                     | Luis Ramírez (Guantánamo)                             |
| Danemark               | Frederik Madsen (ColoQuick)                                   | Johan Price-Pejtersen (ColoQuick)                     |
| Équateur               | Benjamín Quinteros (Movistar Team Ecuador)                    | Lenin Montenegro (Movistar Team Ecuador)              |
| Érythrée               | Natnael Tesfatsion (Dimension Data-Qhubeka)                   | Biniyam Ghirmay (Centre mondial du cyclisme)          |
| Espagne                | Carmelo Urbano (Caja Rural-Seguros RGA amateur)               | Xabier Mikel Azparren (Laboral Kutxa)                 |
| Estonie                | Karl Patrick Lauk (Continentale Groupama-FDJ)                 | Karl Patrick Lauk (Continentale Groupama-FDJ)         |
| États-Unis             | Lance Haidet (Aevolo)                                         | Ian Garrison (Hagens Berman-Axeon)                    |
| Finlande               | Antti-Jussi Juntunen (Turun Urheiluliitto)                    | Ukko Peltonen (TWD-Länken)                            |
| France                 | Théo Delacroix (CC Étupes)                                    | Thibault Guernalec (Arkéa-Samsic)                     |
| Grande-Bretagne        | Ethan Hayter (VC Londres)                                     | Charlie Quarterman (Holdsworth-Zappi)                 |
| Guatemala              | Rony Julajuj (Ópticas de Deluxe-Ninosport)                    | Edgar Torres (Hino One La Red Tigo)                   |
| Honduras               | Luis López (Ópticas Deluxe-Ninosport)                         | Luis López (Ópticas Deluxe-Ninosport)                 |
| Hong Kong              | Chan Kin Fung                                                 | Ng Pak-hang (HKSI)                                    |
| Hongrie                | Gergely Szarka (Epronex-BSS Oil)                              |                                                       |
| Inde                   | Sachin Sharma                                                 | Riyazuddin Alam                                       |
| Iran                   | Mohammad Ganjkhanlou                                          | Amir Hossein Jamshidian                               |
| Irlande                | Darragh O'Mahony (CC Nogent-sur-Oise)                         | Michael O'Loughlin (Wiggins Le Col)                   |
| Israël                 | Guy Leshem (TNT)                                              | Alon Yogev (TACC)                                     |
| Italie                 | Marco Frigo (Zalf Euromobil Désirée Fior)                     | Matteo Sobrero (Dimension Data-Qhubeka)               |
| Japon                  | Kosuke Takeyama (Ukyo)                                        | Shunsuke Imamura (Bridgestone)                        |
| Kosovo                 | Samir Hasani (Trepça)                                         | Zani Sylhasi                                          |
| Lettonie               | Alekss Jānis Ražinskis (RRS Purvciems)                        | Ēriks Toms Gavars (Amore & Vita-Prodir)               |
| Lituanie               | Rojus Adomaitis (Klaipėda)                                    | Justas Beniušis (Klaipėda)                            |
| Luxembourg             | Ken Conter (Chambéry CF)                                      | Kevin Geniets (Groupama-FDJ)                          |
| Malaisie               | Muhamad Fakhruazam Mohd Hanifiah                              | Muhsin Al Redha Misbah (Sapura)                       |
| Maroc                  | Oussama Khafi (Vélo Vert Casablanca)                          | El Mehdi Chokri (Fath Union Sport Rabat)              |
| Mexique                |                                                               | Fernando Islas (Aevolo)                               |
| Moldavie               | Vladislav Korotas (GS Maglificio LB)                          | Vladislav Korotas (GS Maglificio LB)                  |
| Mongolie               | Bilguunjargal Erdenebat                                       | Tegshbayar Batsaikhan                                 |
| Namibie                | Alex Miller                                                   | Alex Miller                                           |
| Nicaragua              | Henry Rojas (Real Estelí)                                     | Jayro Roble (Radio Hit)                               |
| Nouvelle-Zélande       | James Fouché (Wiggins Le Col)                                 | James Fouché (Wiggins Le Col)                         |
| Panama                 | Carlos Samudio (Rali Claro)                                   | Carlos Samudio (Rali Claro)                           |
| Paraguay               | José Wilfrido González                                        | José Wilfrido González                                |
| Pays-Bas               | David Dekker (Metec-TKH-Mantel)                               | Daan Hoole (SEG Racing Academy)                       |
| Pérou                  | Robinson Ruiz                                                 |                                                       |
| Philippines            | Ismael Gorospe Jr. (Go for Gold)                              | Nichol Pareja (Celeste Cycles-Bianchi PH)             |
| Pologne                | Szymon Sajnok (CCC)                                           | Szymon Sajnok (CCC)                                   |
| Porto Rico             | Abner González (Inteja-Imca-Ridea DCT)                        |                                                       |
| Portugal               | João Almeida (Hagens Berman-Axeon)                            | João Almeida (Hagens Berman-Axeon)                    |
| République dominicaine |                                                               | Steven Polanco (Arco Iris)                            |
| République tchèque     | Tomáš Barta (Tufo-Pardus Prostějov)                           | Jakub Otruba (Elkov-Author)                           |
| Roumanie               | Denis Vulcan (Giotti Victoria-Palomar)                        | Emil Dima (Giotti Victoria-Palomar)                   |
| Rwanda                 | Moïse Mugisha (Fly Cycling Club)                              | Samuel Mugisha (Dimension Data-Qhubeka)               |
| Salvador               | Bryan Mendoza                                                 | Bryan Mendoza                                         |
| Singapour              | Firoz Loh Ridwan (TWC Racing)                                 | Luqmanul Hakim Bin Othman (TWC Racing)                |
| Slovaquie              | Samuel Oros (Dukla Banská Bystrica)                           | Martin Vlčák (Dukla Banská Bystrica)                  |
| Slovénie               | Tadej Pogačar (UAE Emirates)                                  | Tadej Pogačar (UAE Emirates)                          |
| Suède                  | Erik Bergström Frisk (Memil)                                  | Erik Bergström Frisk (Memil)                          |
| Suisse                 | Mauro Schmid (Swiss Racing Academy)                           | Stefan Bissegger (Swiss Racing Academy)               |
| Taïwan                 | Lin Xiao-Long                                                 | Chen Chien-chou                                       |
| Trinité-et-Tobago      | Tyler Cole (DPS)                                              | Tyler Cole (DPS)                                      |
| Turquie                | Halil İbrahim Doğan (Salcano Sakarya BB)                      | Mehmet Erken (Pamukkale Gençlik SK)                   |
| Ukraine                | Vladyslav Soltasiuk (Kyiv)                                    | Vladyslav Soltasiuk (Kyiv)                            |
| Uruguay                | Bruno Santa (Ciudad del Plata)                                | Agustín Alonso (Juventud de las Piedras)              |
| Venezuela              | Jesús Villegas (Gobernación de Miranda-Trek)                  | Omar Ruiz (Venezuela País de Futuro)                  |